# Municipio de Limestone (condado de Duplin)
El municipio de Limestone (en inglés: Limestone Township) es un municipio ubicado en el  condado de Duplin en el estado estadounidense de Carolina del Norte. En el año 2010 tenía una población de 7.721 habitantes.

## Geografía
El municipio de Limestone se encuentra ubicado en las coordenadas 34°55′25.78″N 77°43′34.77″O / 34.9238278, -77.7263250.